# Penguin Brothers
«Братья-пингвины» (яп. ペンギン☆ブラザーズ пэнгин бурадза: дзу) — сёдзё-манга авторства мангаки Аюми Сиины, выходившая с февраля 2000 года по декабрь 2001 года. Всего насчитывается 5 томов, общим счётом по 160 страниц каждый.

## Сюжет
Хина Мисима живёт с дядюшкой-художником, и из-за профессии последнего они постоянно переезжают. Частые смены места жительства сильно препятствуют учёбе Хины — та сменила уже более восьми школ. И вот, остановившись в очередном городке, героиня попадает в элитное учебное заведение, где сразу обзаводится новым знакомым и уже витает в мечтах о хороших друзьях и оценках. Но в новой школе Хины царствует жестокое правило: все ученики делятся на так называемых «белых» и «чёрных». Белые, под руководством Сёуи Исики, представляют собой примерных учеников, в то время, как чёрные со своим главарём Кайто Нисидзаки являются закоренелыми хулиганами. Каждый день оба лагеря устраивают разборки и выясняют отношения, постоянно стремясь к лидерству. Они различаются во всём, заканчивая формой, по цвету соответствующей названию.
Но есть и особая подгруппа учеников — «серые». Серыми становятся те, кто недоволен ситуацией в школе и отказывается носить какую-либо форму, поэтому обходятся обычной повседневной одеждой. Полная решимости помирить врагов, Хина решает стать предводителем серых и восстановить в академии мир.

## Персонажи
- Хина Мисима по прозвищу Пиёко (цыплёнок) — сильная, добрая и с большим чувством справедливости девушка, хоть и немного наивная. Она не слишком хорошо учится (ей пришлось оставаться на дополнительные занятия в каникулы), но имеет огромные спортивные навыки. Её родители развелись, когда ей было 5 лет. После этого Хина осталась жить со своим дядей и оставила родной город. Через 10 лет переездов от места к месту они возвращаются, и она начинает посещать местную школу. Ужаснувшись текущим состоянием дел, она объявляет войну против лидеров Чёрных и Белых.
- Косиба Тэцуна — один из шести изначальных Серых. Косиба может позволить себе свой статус Серого, так как он постоянно получает максимально возможные баллы на национальных экзаменах. Он открытый, но держится в стороне от остальных. Позже Косиба решает помочь Хине изменить школу, будучи стратегом Серых. Косиба украл первый поцелуй Хины, стал её лучшим другом и позже влюбился в неё. Также является программистом и взломщиком.
- Сёуи Исики — лидер Белых. Президент студенческого совета и самый умный парень в школе после Косибы. Он удивительно силён и очень холоден. Он никогда никого не касается и отказывается есть любую еду, не приготовленную его домохозяйкой из-за гипертрофированного чувства чистоты. Будучи маленьким мальчиком, он узнал, что его отец не был его биологическим отцом. В начальной школе он был очень замкнутым ребёнком, пропускавшим школу. Хина потянула его в школу, и они стали друзьями. Исики постепенно открылся. Теперь, когда она вернулась, он влюбился в неё, подвергая опасности своё положение лидера Белых.
- Кайто Нисидзаки — лидер Чёрных. Сильный, как и Исики, но более жестокий. Он был звездой футбола, пока из-за травмы колена ему не пришлось уйти. Поскольку его футбольная карьера была закончена, Нисидзаки стал преступником уже со средней школы. Один раз в месяц он обедал со своим отцом, так он и встретил Исики. После своей драки Сёуи и Кайто стали заклятыми врагами.
- Кёити Мисима — 29-летний дядя Хины и младший брат её матери. Она жила с ним с тех пор, как её родители и бабушка умерли. Он — известный художник, постоянно меняющий место проживания, именно из-за этого Хина меняла школу уже 8 раз.
- Ру Усами — бывшая лучшая подруга Хины. Хина и теперь спасла её от запугиваний, хоть и не помнит после потери памяти. Даже при том, что Ру — очень застенчивая девочка, она была первой, кто ушёл от Белых к Серым. Будучи одной из самых близких подруг Хины, она становится любимой целью врагов Серых, например, Змеи или Бабочки. Со временем у неё развиваются чувства к Косибе. Она не возражает против того, что он любит Хину, потому что Хина — её лучшая подруга.
- Ютака Иидзима — одна из шести изначальных Серых. Ютака, красиво играющая на фортепьяно, является дочерью лидера Иидзимы, одной из самых больших банд якудза в Японии. Она встречалась с Нисидзаки в средней школе, но ушла от него через 3 дня из-за подозрений о измене (хотя, по его словам, она всё не так поняла).
- Го Фудзисигэ — телохранитель Ютаки, также один из изначальных Серых. В 15 лет он управлял всеми бандами в округе. Теперь в 21 год, он — член Иидзимы. Всё ещё посещает школу.
- Цугуми Сираюки — красивая одиннадцатиклассница, член студенческого совета и «Королева Белых». Она — единственная девочка, которая находится около Исики, так что каждый считает, что они пара. Она любила его в течение многих лет. Через некоторое время она стала Серой.
- Канако Тёно — член Белых. Её банда издевается над другими для забавы, оставляя метку бабочки. Она избегает неприятностей. Её родители не следят за ней — она живёт одна. В конечном итоге Хина ставит её на место.
- Нацуми Миябэ — друг детства Канако, единственная Чёрная в её банде. Канако пользуется ей, чтобы делать всю грязную работу.